# Alexei Popyrin
Alexei Popyrin (ur. 5 sierpnia 1999 w Sydney) – australijski tenisista rosyjskiego pochodzenia, zwycięzca juniorskiego French Open 2017 w grze pojedynczej chłopców, reprezentant Australii w Pucharze Davisa, olimpijczyk z Paryża (2024).

## Kariera tenisowa
Status profesjonalnego tenisisty uzyskał w 2017. W tym samym roku zwyciężył w finale gry pojedynczej chłopców podczas French Open. W meczu mistrzowskim pokonał Hiszpana Nicolę Kuhna.
W cyklu ATP Tour zwyciężył w trzech turniejach w grze pojedynczej. Wygrał również 2 turnieje o randze ATP Challenger Tour. W deblu triumfował w jednym turnieju ATP Tour.
Od lutego 2019 roku reprezentant Australii w Pucharze Davisa. Finalista edycji z 2023 roku, kiedy to Australia przegrała 0:2 z Włochami. Popyrin otwierający rywalizację mecz zakończył porażką z Matteo Arnaldim.
Olimpijczyk z Paryża (2024), gdzie awansował do trzeciej rundy singla i odpadł w pierwszej rundzie debla. 
W rankingu gry pojedynczej najwyżej był na 23. miejscu (12 sierpnia 2024), a w klasyfikacji gry podwójnej na 148. pozycji (3 marca 2025).

### Finały w turniejach ATP Tour
| Legenda                                      |
| -------------------------------------------- |
| Wielki Szlem                                 |
| Igrzyska olimpijskie                         |
| Tennis Masters Cup / ATP Finals              |
| ATP Masters Series / ATP Tour Masters 1000   |
| ATP International Series Gold / ATP Tour 500 |
| ATP International Series / ATP Tour 250      |

#### Gra pojedyncza (3–0)
| Końcowy wynik | Nr | Data             | Turniej  | Nawierzchnia  | Przeciwnik       | Wynik finału     |
| ------------- | -- | ---------------- | -------- | ------------- | ---------------- | ---------------- |
| Zwycięzca     | 1. | 28 lutego 2021   | Singapur | Twarda (hala) | Aleksandr Bublik | 4:6, 6:0, 6:2    |
| Zwycięzca     | 2. | 30 lipca 2023    | Umag     | Ceglana       | Stan Wawrinka    | 6:7(5), 6:3, 6:4 |
| Zwycięzca     | 3. | 12 sierpnia 2024 | Montreal | Twarda        | Andriej Rublow   | 6:2, 6:4         |

#### Gra podwójna (1–0)
| Końcowy wynik | Nr | Data         | Turniej | Nawierzchnia | Partner      | Przeciwnicy                   | Wynik finału       |
| ------------- | -- | ------------ | ------- | ------------ | ------------ | ----------------------------- | ------------------ |
| Zwycięzca     | 1. | 1 marca 2025 | Dubaj   | Twarda       | Yuki Bhambri | Harri Heliövaara Henry Patten | 3:6, 7:6(12), 10–8 |

### Zwycięstwa w turniejach ATP Challenger Tour w grze pojedynczej
| Końcowy wynik | Nr | Data             | Turniej  | Nawierzchnia | Przeciwnik    | Wynik finału        |
| ------------- | -- | ---------------- | -------- | ------------ | ------------- | ------------------- |
| Zwycięzca     | 1. | 12 sierpnia 2018 | Jinan    | Twarda       | James Ward    | 3:6, 6:1, 7:5       |
| Zwycięzca     | 2. | 15 maja 2022     | Bordeaux | Ceglana      | Quentin Halys | 2:6, 7:6(5), 7:6(4) |

### Finały juniorskich turniejów wielkoszlemowych

#### Gra pojedyncza (1–0)
| Końcowy wynik | Nr | Data            | Turniej            | Nawierzchnia | Przeciwnik  | Wynik finału |
| ------------- | -- | --------------- | ------------------ | ------------ | ----------- | ------------ |
| Zwycięzca     | 1. | 10 czerwca 2017 | French Open, Paryż | Ceglana      | Nicola Kuhn | 7:6(5), 6:3  |